# Liste der Senatoren der Vereinigten Staaten aus New Hampshire
Die Liste der Senatoren der Vereinigten Staaten aus New Hampshire zeigt alle Personen auf, die jemals für diesen Bundesstaat dem Senat angehört haben, nach den Senatsklassen sortiert. Dabei zeigt eine Klasse, wann dieser Senator wiedergewählt wird. Die Senatoren der class 2 wurden zuletzt im November 2020 wiedergewählt, die Wahlen der Senatoren der class 3 fanden zuletzt im Jahr 2016 statt.

## Klasse 2

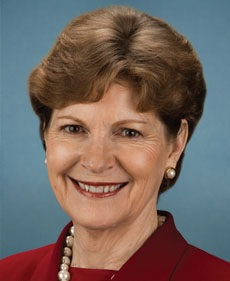
Jeanne Shaheen

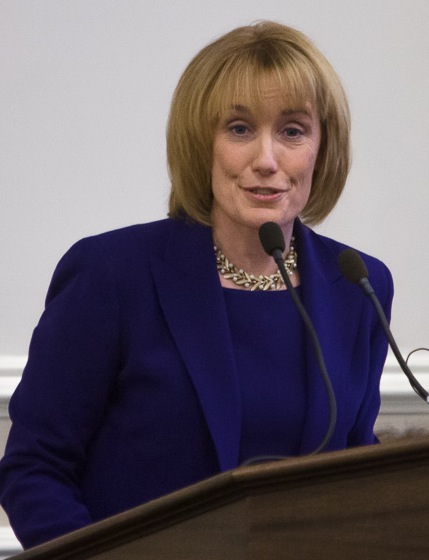
Maggie Hassan

New Hampshire ist seit dem 21. Juni 1788 US-Bundesstaat und hatte bis heute 30 Senatoren der class 2 im Kongress von denen zwei, John Hale und William Chandler, zwei nicht unmittelbar aufeinander folgende Amtszeiten absolvierten.
| Name                      | Amtszeit  | Partei                | Lebensdaten                          |
| ------------------------- | --------- | --------------------- | ------------------------------------ |
| Paine Wingate             | 1789–1793 | parteilos             | 14. Mai 1739–7. März 1838            |
| Samuel Livermore          | 1793–1801 | Föderalist            | 14. Mai 1732–18. Mai 1803            |
| Simeon Olcott             | 1801–1805 | Föderalist            | 1. Oktober 1735–22. Februar 1815     |
| Nicholas Gilman Jr.       | 1805–1814 | Democratic Republican | 3. August 1755–2. Mai 1814           |
| Thomas Weston Thompson    | 1814–1817 | Föderalist            | 15. März 1766–1. Oktober 1821        |
| David Lawrence Morril     | 1817–1823 | Democratic Republican | 10. Juni 1772–28. Januar 1849        |
| Samuel Bell               | 1823–1835 | Nationalrepublikaner  | 9. Februar 1770–23. Dezember 1850    |
| Henry Hubbard             | 1835–1841 | Demokrat              | 3. Mai 1784–5. Juni 1857             |
| Levi Woodbury             | 1841–1845 | Demokrat              | 22. Dezember 1789–4. September 1851  |
| Benning Wentworth Jenness | 1845–1846 | Demokrat              | 14. Juli 1806–16. November 1879      |
| Joseph Cilley             | 1846–1847 | Demokrat              | 4. Januar 1791–16. September 1887    |
| John Parker Hale          | 1847–1853 | Free Soil             | 31. März 1806–19. November 1873      |
| Charles Gordon Atherton   | 1853      | Demokrat              | 4. Juli 1804–15. November 1853       |
| Jared Warner Williams     | 1853–1854 | Demokrat              | 22. Dezember 1796–29. September 1864 |
| John Parker Hale          | 1855–1865 | Republikaner          | 31. März 1806–19. November 1873      |
| Aaron Harrison Cragin     | 1865–1877 | Republikaner          | 3. Februar 1821–10. Mai 1898         |
| Edward Henry Rollins      | 1877–1883 | Republikaner          | 3. Oktober 1824–31. Juli 1889        |
| Austin Franklin Pike      | 1883–1886 | Republikaner          | 16. Oktober 1819–8. Oktober 1886     |
| Person Colby Cheney       | 1886–1887 | Republikaner          | 25. Februar 1828–19. Juni 1901       |
| William Eaton Chandler    | 1887–1889 | Republikaner          | 28. Dezember 1835–30. November 1917  |
| Gilman Marston            | 1889      | Republikaner          | 20. August 1811–3. Juli 1890         |
| William Eaton Chandler    | 1889–1901 | Republikaner          | 28. Dezember 1835–30. November 1917  |
| Henry Eben Burnham        | 1901–1913 | Republikaner          | 8. November 1844–8. Februar 1917     |
| Henry French Hollis       | 1913–1919 | Demokrat              | 30. August 1869–7. Juli 1949         |
| Henry Wilder Keyes        | 1919–1937 | Republikaner          | 23. Mai 1863–19. Juni 1938           |
| Henry Styles Bridges      | 1937–1961 | Republikaner          | 9. September 1898–26. November 1961  |
| Maurice J. Murphy Jr.     | 1961–1962 | Republikaner          | 3. Oktober 1927–27. Oktober 2002     |
| Thomas James McIntyre     | 1962–1979 | Demokrat              | 20. Februar 1915–8. August 1992      |
| Gordon John Humphrey      | 1979–1990 | Republikaner          | * 9. Oktober 1940                    |
| Robert Clinton Smith      | 1990–2003 | Republikaner          | * 30. März 1941                      |
| John Edward Sununu        | 2003–2009 | Republikaner          | * 10. September 1964                 |
| Jeanne Shaheen            | seit 2009 | Demokrat              | * 28. Januar 1947                    |

## Klasse 3
New Hampshire stellte bis heute 36 Senatoren der class 3, von denen einer, Norris Cotton, zwei nicht unmittelbar aufeinander folgende Amtszeiten absolvierte.
| Name                    | Amtszeit  | Partei                | Lebensdaten                          |
| ----------------------- | --------- | --------------------- | ------------------------------------ |
| John Langdon            | 1789–1801 | Democratic Republican | 26. Juni 1741–18. September 1819     |
| James Sheafe            | 1801–1802 | Föderalist            | 16. November 1755–5. Dezember 1829   |
| William Plumer          | 1802–1807 | Föderalist            | 25. Juni 1759–22. Dezember 1850      |
| Nahum Parker            | 1807–1810 | Democratic Republican | 4. März 1760–12. November 1839       |
| Charles Cutts           | 1810–1813 | Democratic Republican | 31. Januar 1769–25. Januar 1846      |
| Jeremiah Mason          | 1813–1817 | Föderalist            | 27. April 1768–14. Oktober 1848      |
| Clement Storer          | 1817–1819 | Democratic Republican | 20. September 1760–21. November 1830 |
| John Fabyan Parrott     | 1819–1825 | Democratic Republican | 8. August 1767–9. Juli 1836          |
| Levi Woodbury           | 1825–1831 | Democratic Republican | 22. Dezember 1789–4. September 1851  |
| Isaac Hill              | 1831–1836 | Demokrat              | 6. April 1789–22. März 1851          |
| John Page               | 1836–1837 | Demokrat              | 21. Mai 1787–8. September 1865       |
| Franklin Pierce         | 1837–1842 | Demokrat              | 23. November 1804–8. Oktober 1869    |
| Leonard Wilcox          | 1842–1843 | Demokrat              | 29. Januar 1799–18. Juni 1850        |
| Charles Gordon Atherton | 1843–1849 | Demokrat              | 4. Juli 1805–15. November 1853       |
| Moses Norris Jr.        | 1849–1855 | Demokrat              | 8. November 1799–11. Januar 1855     |
| John Sullivan Wells     | 1855      | Demokrat              | 18. Oktober 1803–1. August 1860      |
| James Bell              | 1855–1857 | Republikaner          | 13. November 1804–26. Mai 1857       |
| Daniel Clark            | 1857–1866 | Republikaner          | 24. Oktober 1809–2. Januar 1891      |
| George Gilman Fogg      | 1866–1867 | Republikaner          | 26. Mai 1813–5. Oktober 1881         |
| James Willis Patterson  | 1867–1873 | Republikaner          | 2. Juli 1823–4. Mai 1893             |
| Bainbridge Wadleigh     | 1873–1879 | Republikaner          | 4. Januar 1831–24. Januar 1891       |
| Charles Henry Bell      | 1879      | Republikaner          | 18. November 1823–11. November 1893  |
| Henry William Blair     | 1879–1891 | Republikaner          | 6. Dezember 1834–14. März 1920       |
| Jacob Harold Gallinger  | 1891–1918 | Republikaner          | 28. März 1837–17. August 1918        |
| Irving Webster Drew     | 1918      | Republikaner          | 8. Januar 1845–10. April 1922        |
| George Higgins Moses    | 1918–1933 | Republikaner          | 9. Februar 1869–20. Dezember 1944    |
| Fred Herbert Brown      | 1933–1939 | Demokrat              | 12. April 1879–3. Februar 1955       |
| Charles William Tobey   | 1939–1953 | Republikaner          | 22. Juli 1880–24. Juli 1953          |
| Robert William Upton    | 1953–1954 | Republikaner          | 3. Februar 1884–28. April 1972       |
| Norris H. Cotton        | 1954–1974 | Republikaner          | 11. Mai 1900–24. Februar 1989        |
| Louis Crosby Wyman      | 1975      | Republikaner          | 16. März 1917–5. Mai 2002            |
| Norris H. Cotton        | 1975      | Republikaner          | 11. Mai 1900–24. Februar 1989        |
| John Anthony Durkin     | 1975–1980 | Demokrat              | 29. März 1936–16. Oktober 2012       |
| Warren Bruce Rudman     | 1980–1993 | Republikaner          | 18. Mai 1930–19. November 2012       |
| Judd Alan Gregg         | 1993–2011 | Republikaner          | * 14. Februar 1947                   |
| Kelly A. Ayotte         | 2011–2017 | Republikaner          | * 27. Juni 1968                      |
| Margaret Wood Hassan    | ab 2017   | Demokrat              | * 27. Februar 1958                   |